# Bromus lanceolatus subsp. biaristulatus
Bromus lanceolatus subsp. biaristulatus é uma subespécie de planta com flor pertencente à família Poaceae. 
A autoridade científica da subespécie é Maire, tendo sido publicada em Bulletin de la Société d'Histoire Naturelle de l'Afrique du Nord 33(4): 98. 1942.

## Portugal
Trata-se de uma subespécie presente no território português, nomeadamente em Portugal Continental.
Em termos de naturalidade é nativa da região atrás indicada.

## Protecção
Não se encontra protegida por legislação portuguesa ou da Comunidade Europeia.